# 47. ročník udílení Zlatých glóbů
47. ročník udílení Zlatých glóbů probíhal dne 20. ledna 1990 v hotelu Beverly Hilton v Beverly Hills. Nominace byly oznámeny dne 27. prosince 1989.

## Vítězové a nominovaní

### Film
| Nejlepší film (drama) | Nejlepší film (komedie / muzikál) |
| --- | --- |
| Narozen 4. července - Zločiny a poklesky - Společnost mrtvých básníků - Jednej správně - Glory | Řidič slečny Daisy - Malá mořská víla - Shirley Valentinová - Válka Roseových - Když Harry potkal Sally |
| Nejlepší herec (drama) | Nejlepší herečka (drama) |
| Tom Cruise – Narozen 4. července - Daniel Day-Lewis – Moje levá noha - Jack Lemmon – Táta - Al Pacino – Moře lásky - Robin Williams – Společnost mrtvých básníků | Michelle Pfeifferová – Báječní Bakerovi hoši - Sally Fieldová – Ocelové magnólie - Jessica Lange – Hrací skříňka - Andie MacDowell – Sex, lži a video - Liv Ullmann – Růžová zahrada                                         |
| Nejlepší herec (komedie / muzikál) | Nejlepší herečka (komedie / muzikál) |
| Morgan Freeman – Řidič slečny Daisy - Billy Crystal – Když Harry potkal Sally - Michael Douglas – Válka Roseových - Steve Martin – Rodičovství - Jack Nicholson – Batman | Jessica Tandy – Řidič slečny Daisy - Pauline Collins – Shirley Valentinová - Meg Ryanová – Když Harry potkal Sally - Meryl Streep – Ďáblice - Kathleen Turner – Válka Roseových                                              |
| Nejlepší herec ve vedlejší roli | Nejlepší herečka ve vedlejší roli |
| Denzel Washington – Glory - Danny Aiello – Jednej správně - Marlon Brando – Bílé období sucha - Sean Connery – Indiana Jones a poslední křížová výprava - Ed Harris – Dýka - Bruce Willis – V nepřátelském poli | Julia Roberts – Ocelové magnólie - Laura San Giacomo – Sex, lži a video - Bridget Fonda – Aféra Profumo - Brenda Fricker – Moje levá noha - Dianne Wiest – Rodičovství                                                       |
| Nejlepší režie | Nejlepší scénář |
| Oliver Stone – Narozen 4. července - Spike Lee – Jednej správně - Rob Reiner – Když Harry potkal Sally - Peter Weir – Společnost mrtvých básníků - Edward Zwick – Glory | Ron Kovic a Oliver Stone – Narozen 4. července - Tom Schulman – Společnost mrtvých básníků - Spike Lee – Jednej správně - Kevin Jarre – Glory - Steven Soderbergh – Sex, lži a video - Nora Ephron – Když Harry potkal Sally |
| Nejlepší filmová píseň | Nejlepší hudba |
| „Under the Sea“ – Alan Menken a Howard Ashman – Malá mořská víla - „After All“ – Tom Snow a Dean Pitchford) – Je naděje - „Kiss the Girl“ – Alan Menken a Howard Ashman – Malá mořská víla - „I Love to See You Smile“ – Randy Newman – Rodičovství - „The Girl Who Used to Be Me“ – Marvin Hamlisch, Alan Bergman a Marilyn Bergman – Shirley Valentinová | Alan Menken – Malá mořská víla - John Williams – Narozen 4. července - Ennio Morricone – Oběti války - Dave Grusin – Báječní Bakerovi hoši - James Horner – Glory                                                            |
| Nejlepší cizojazyčný film | |
| Bio Ráj (Itálie) - Camille Claudelová (Francie) - Ježíš z Montrealu (Kanada) - Ženská záležitost (Francie) - Zivot sa stricem (Jugoslávie) | |

### Televize
| Nejlepší televizní seriál (drama) | Nejlepší televizní seriál (komedie) |
| --- | --- |
| China Beach - In the Heat of the Night - Právo v Los Angeles - To je vražda, napsala - thirtysomething - Wiseguy                                                                                     | Murphy Brown - Na zdraví - Designing Women - Empty Nest - The Golden Girls - Báječná léta                                                                                       |
| Nejlepší herec v seriálu (drama) | Nejlepší herečka v seriálu (drama) |
| Ken Wahl – Wiseguy - Corbin Bernsen – Právo v Los Angeles - Harry Hamlin – Právo v Los Angeles - Carroll O'Connor – In the Heat of the Night - Ken Olin – thirtysomething                            | Angela Lansburyová – To je vražda, napsala - Dana Delany – China Beach - Susan Dey – Právo v Los Angeles - Jill Eikenberry – Právo v Los Angeles - Mel Harris – thirtysomething |
| Nejlepší herec v seriálu (komedie / muzikál) | Nejlepší herečka v seriálu (komedie / muzikál) |
| Ted Danson – Na zdraví - John Goodman – Roseanne - Judd Hirsch – Dear John - Richard Mulligan – Empty Nest - Fred Savage – Báječná léta                                                              | Jamie Lee Curtis – Anything But Love - Kirstie Alleyová – Na zdraví - Stephanie Beacham – Sister Kate - Candice Bergen – Murphy Brown - Tracey Ullman – The Tracey Ullman Show  |
| Nejlepší minisérie nebo TV film | |
| Osamělá holubice - I Know My First Name is Steven - Jmenuji se Bill W. - Roe vs. Wade - Malé oběti                                                                                                   | |
| Nejlepší herec v minisérii nebo TV filmu | Nejlepší herečka v minisérii nebo TV filmu |
| Robert Duvall – Osamělá holubice - John Gielgud – War and Remembrance - Ben Kingsley – Vrahové mezi námi: Příběh Simona Wiesenthala - Lane Smith – The Final Days - James Woods – Jmenuji se Bill W. | Christine Lahti – No Place Like Home - Farrah Fawcett – Malé oběti - Holly Hunter – Roe vs. Wade - Jane Seymour – War and Remembrance - Loretta Young – Boj o Grace magazín     |
| Nejlepší vedlejší herec v seriálu, minisérii nebo TV filmu | Nejlepší vedlejší herečka v seriálu, minisérii nebo TV filmu |
| Dean Stockwell – Quantum Leap - Chris Burke – Life Goes On - Larry Drake – Právo v Los Angeles - Tommy Lee Jones – Osamělá holubice - Michael Tucker – Právo v Los Angeles                           | Amy Madigan – Roe vs. Wade - Anjelica Huston – Osamělá holubice - Rhea Perlman – Na zdraví - Susan Ruttan – Právo v Los Angeles - Julie Sommars – Matlock: The Thief            |